# Шок-арт

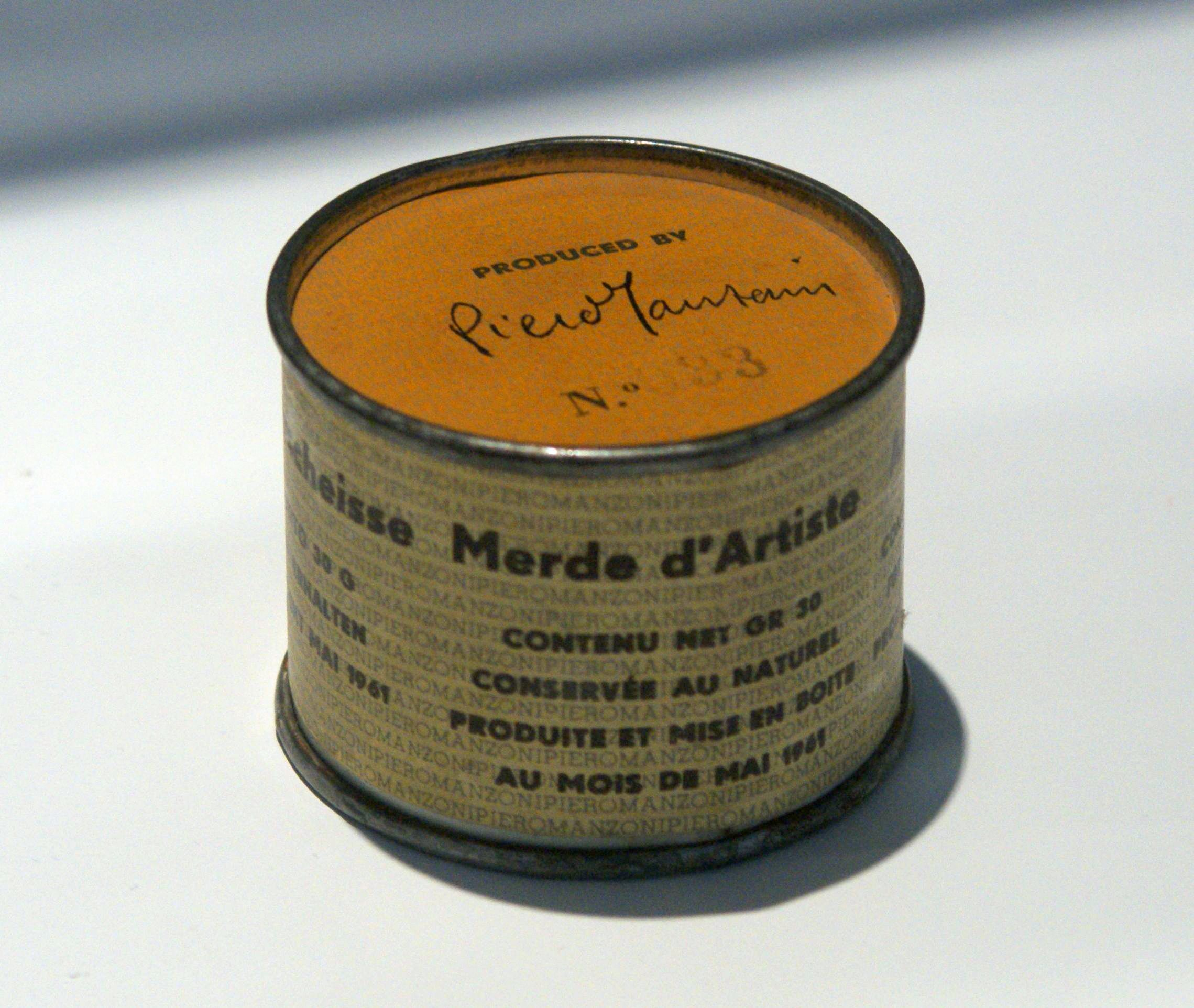
Работа Дерьмо художника, 1961 года итальянца Пьеро Мандзони, состоящая из 90 жестяных банок, каждая из которых наполнена 30 граммами фекалий Мандзони

Шок-арт — искусствоведческий термин для обозначения специфического направления современного искусства, сформировавшегося в начале 1960-х годов. Художники в рамках этого направления пытаются создавать произведения искусства, которые за счёт использования необычных художественных материалов, непристойных или провокационных выразительных форм или скрытых смыслов должны шокировать зрителя.
Это направление не имеет ограничений по художественному методу, стилистике или жанру, однако наиболее часто шокирующие произведения искусства являют собой перформансы, инсталляции, реже живопись и скульптуру.
Сторонники шок-арта утверждают, что данная форма является востребованной обществом, а критики отвергают ее как «культурное загрязнение», дискуссии вокруг признания данного вида искусства продолжаются. Один из искусствоведов в 2001 году назвал шок-арт «самым безопасным видом искусства, с которым художник может войти в арт-бизнес сегодня»
Но несмотря на то, что шоковое искусство может привлекать музейных кураторов и попадать в заголовки газет, в 2007 году в журнале The Art Newspaper было высказано соображение, что показы традиционного искусства всё же по-прежнему пользуются большей популярностью.

## История
В то время как движение становится все более распространённым, корни шокового искусства уходят глубоко в историю искусства. Так, куратор Лондонской королевской академии художеств Норман Розенталь отметил в каталоге выставки «шокового искусства» Sensation, состоявшейся в 1997 году, что художники всегда занимались завоеванием «территории, которая до сих пор была табу». В Китае, который испытал активное движение «шокового искусства» после протестов на площади Тяньаньмэнь в 1989 году, посягательство на табу вынудило министерство культуры предпринять попытку подавления неугодной формы искусства.
В 1998 году Джон Виндзор из The Independent отмечал, что работы молодых британских художников казались скучными по сравнению с «шоковым искусством» 1970-х годов, однако шоковое искусство 70-х ушло, а наследие молодых британских художников навсегда вписало себя в историю.
В Соединенных Штатах в 2008 году в суд было передано судебное дело, чтобы определить, являются ли фетиш-фильмы режиссёра Айры Айзекса шоковым искусством, как утверждает сам режиссёр, или представляют собой незаконную непристойность.

## Известные примеры шокового искусства
- Дерьмо художника, работа 1961 года итальянца Пьеро Мандзони, состоящая из 90 жестяных банок, каждая из которых наполнена 30 граммами фекалий Мандзони. Одна из баночек была продана за 124 000 евро на аукционе Сотбис 23 мая 2007 года[8]. Другая была продана на аукционе Кристис за 182 500 фунтов стерлингов 16 октября 2015 года.[9]
- Перформанс Orgies of Mystery Theatre, созданный австрийцем Германом Нитчем, являл собой показ музыки и танца посреди «расчлененных трупов животных» на симпозиуме «Уничтожение в искусстве» 1966 года в Лондоне.
- Перформанс Shoot 1971 года американца Криса Бердена, в котором друг выстрелил ему в руку из ружья 22 калибра с расстояния 3,5 метра.[10]
- Художественная композиция Званый ужин 1979 года, созданная Джуди Чикаго[11].
- Фотография Piss Christ, 1987, Андрес Серрано. На ней изображено небольшое пластиковое распятие, погруженное в банку с мочой художника.
- Художник Рик Гибсон сделал пару серёжек с высушенными замораживанием человеческими зародышами (Human Earrings', 1987)[12], публично съел кусочек миндалины человека (Каннибал в Уолтемстоу, 1988)[13] и яичко человека (Каннибал в Ванкувере, 1989)[14][15] и предложил изготовить диптих с раздавленной крысой (Sniffy the Rat, 1990).[16][17]
- Скульптура Self художника Марка Куина, работа является одной из нескольких скульптур, созданной из 4,5 литров крови самого художника. Кровь он собирал в течение 5-ти месяцев. Каждые 5 лет он делает слепок своего лица, наполняя его собственной кровью, и держит скульптуры замороженными в специальном холодильнике[18].
- Физическая невозможность смерти в сознании живого человека (1992), мертвая тигровая акула, хранящаяся в стеклянном и стальном резервуаре формальдегида Дэмиена Херста, была отправлена в категорию шокового искусства, некоторыми искусствоведами произведением искусства не считается.[19]
- Перформанс «12 квадратных метров», Чжан Хуаном представлен в Пекине в 1994 году, на нём Хуан «намазал свое обнаженное тело медом и рыбьим жиром» и подверг себя «роящимся мухам и насекомым».[4]
- В 1996 году Готфрид Хельнвайн написал картину по библейскому сюжету Поклонение волхвов и так же её озаглавил, на ней изображен Адольф Гитлер в образе Младенца Иисуса[20]. Полотно было выставлено в Государственном Русском музее в Санкт-Петербурге, Музее почетного легиона в Сан-Франциско, Музее изящных искусств Сан-Франциско, Денверском художественном музее[21], Музее Людвига и других.
- Майра (1997), портрет убийцы Майры Хиндли, созданный из детских ладошек художника Маркуса Харви.
- Картина с элементами коллажа Святая Дева Мария Криса Офили, являет собой чернокожую Богородицу, частично нарисованную навозом слона и украшенную порнографическими картинками.[2] Мэр Нью-Йорка Рудольф Джулиани сказал, что картина оскорбительна, и возбудил иск против музея после того, как тот отказался убрать картину.
- Моя кровать, работа 1998 года Трейси Эмин, состоящая из кровати художницы, покрытой грязными простынями и окружённой мусором, в том числе окрашенным менструальными выделениями бельем.[22]
- Ад, скульптура 2000 года Джейка и Диноса Чепмен с девятью кошмарными пейзажами с тысячами нарисованных вручную миниатюрных фигур нацистов.[23][24]
- В 2007 году художник Марк Макгоуэн съел собаку породы корги в Лондоне в знак протеста против охоты на лис принца Филиппа, герцога Эдинбургского.[25][26]
- Узел «Забудь меня». В 2012 году исландский художник Срули Рехт задокументировал одноразовую операцию/перформанс, в ходе которой пластический хирург удалял полоску кожи 110 мм х 10 мм с его живота, когда он бодрствовал. Кусок кожи с волосами был обработан и закреплен на 24-каратном золотом кольце.[27]